# Element elektroniczny inercyjny
Element elektroniczny inercyjny to element, dla którego płynący prąd chwilowy zależy nie tylko od chwilowego napięcia, ale także od przebiegu tego napięcia w przeszłości.
Elementy inercyjne mają zdolność gromadzenia energii. Są nimi kondensatory i cewki indukcyjne.

## Element elektroniczny bezinercyjny
Element bezinercyjny to element, dla którego płynący prąd chwilowy zależy tylko od chwilowego napięcia, a nie zależy od przebiegu tego napięcia w przeszłości.